# Acid dicarboxilic
Acizii dicarboxilici sunt compuși organici care conțin două grupe funcționale carboxil. În cadrul formulelor moleculare, aceste grupe sunt câteodată generalizate astfel: HOOC-R-COOH. Acizii dicarboxilici sunt folosiți la obținerea unor copolimeri, cum ar fi poliamidele și poliesterii.  Doi dintre aminoacizii proteinogeni sunt dicarboxilici: acidul aspartic și acidul glutamic.

## Exemple
| Nume comun      | Nume IUPAC                                 | Formulă chimică  | Formulă de structură |
| --------------- | ------------------------------------------ | ---------------- | -------------------- |
| Acid oxalic     | Acid etandioic                             | HOOC-COOH        |                      |
| Acid malonic    | Acid propandioic                           | HOOC-(CH2)-COOH  |                      |
| Acid succinic   | Acid butandioic                            | HOOC-(CH2)2-COOH |                      |
| Acid glutaric   | Acid pentandioic                           | HOOC-(CH2)3-COOH |                      |
| Acid adipic     | Acid hexandioic                            | HOOC-(CH2)4-COOH |                      |
| Acid pimelic    | Acid heptandioic                           | HOOC-(CH2)5-COOH |                      |
| Acid suberic    | Acid octandioic                            | HOOC-(CH2)6-COOH |                      |
| Acid azelaic    | Acid nonandioic                            | HOOC-(CH2)7-COOH |                      |
| Acid sebacic    | Acid decandioic                            | HOOC-(CH2)8-COOH |                      |
| Acid ftalic     | Acid benzen-1,2-dicarboxílic o-Acid ftalic | C6H4(COOH)2      |                      |
| Acid izoftalic  | Acid benzen-1,3-dicarboxílic m-Acid ftalic | C6H4(COOH)2      |                      |
| Acid tereftalic | Acid benzen-1,4-dicarboxilic p-Acid ftalic | C6H4(COOH)2      |                      |